# Vincenc Pallotti
Svatý Vincenc Pallotti (21. dubna 1795 – 22. ledna 1850) byl italský římskokatolický kněz, učitel a organizátor řeholního i laického života. Byl zakladatelem Společnosti katolického apoštolátu (italsky Unione, pallotinů a pallotinek.

## Život
Narodil se v Římě jako třetí z 12 dětí, otec Pietro Paolo Pallotti pocházel z Umbrie, z vesnice nedaleko Perugie, matka Maria Maddalena, rozená De Rossi, byla rozená Římanka. Navštěvoval nejprve školu piaristů při San Paloto, potom Collegium romanum, které po zrušení řádu jezuitů vedli světští kněží. Vysokoškolská studia absolvoval na Univerzitě La Sapienza, kde se kromě teologie specializoval na klasické, živé evropské a orientální jazyky. Doktorem teologie a filozofie byl promován roku 1818. Po té na střední škole vyučoval jako repetent (asistent).
Již v roce 1815 svému zpovědníkovi dal slib, že svůj život stráví v mravní čistotě, chudobě a poslušnosti, třech mnišských ctnostech. 20. září 1817 byl vysvěcen na jáhna a 16. května 1818 byl vysvěcen na kněze v Lateránské bazilice. Zapojil se do pastorační péče o chudé a mladé lidi a nakonec se vzdal svého akademického učitelského místa, aby přijal rektorát v kostele Spirito Santo dei Napoletani na Via Giulia, kde se plně věnoval pastoračním úkolům a obnově řeholního života. Kromě svých různorodých aktivit byl vyhledávaným zpovědníkem ve farnostech i v domech římské šlechty a od roku 1827 byl jako duchovní pověřen náboženskou péčí o studenty Collegia romana, Collegia Urbana de Propagande Fide a několika dalších seminářů, od roku roku 1833 celé kongregace.
V roce 1835 založil Unii katolického apoštolátu (Unione Apostolatus Catholici, UAC), v níž se měli lidé všech společenských vrstev (kněží, řeholníci i laici) věnovat apoštolským úkolům. Zpočátku tento spolek podporoval papež Řehoř XVI., ale plné uznání mu vyjádřil až v roce 2003 Jan Pavel II.
Po vypuknutí cholery v roce 1837 založil Pallotti v Římě domov pro osiřelé dívky a dívky bez domova v bývalé studentské koleji v Borgo Sant'Agata dei Goti Stal se výchozí lokalitou také pro kostel, založený Pallottim v roce 1838 a následovaný Piem XI v roce 1935. Ženská větev komunity se zkrácené nazývá pallotinky, oficiálně Sestry katolického apoštolátu (Congregatio Sororum Apostolati Catholici, zkratka řádu CSAC).
V roce 1846 založil Vinzenz Pallotti komunitu kněží a bratrů, kteří vedou komunitní život. Členové žijí ve společenství v celibátu, slibují chudobu, poslušnost, vytrvalost, společenství dobra a nezištnou službu v lásce Kristově.
Od roku 1891 byla v Římě misijní komunitní škola pro ženy, které měly zájem jít do Kamerunské misie Pallotinů. Německá pobočka společnosti byla v roce 1895 ustavena v Limburku an der Lahn. Misijní sestry katolického apoštolátu (náboženská zkratka SAC) byly v roce 1964 uznány jako kongregace papežského práva a mají v Římě svou generální představenou. V Evropě působí také v Polsku a v Rakousku, dále v USA a v Uruguayi.
Papež Pius IX. odmítl nároky na společný „apoštolát“ kněží a laiků a dal přejmenovat komunitu na „Zbožnou misijní společnost“ (Pia Societas Missionum, PSM). Teprve v roce 1947 se mohla vrátit ke svému názvu „Společnost katolického apoštolátu“ (Societas Apostolatus Catholici). Její generalát stojí vedle kostela San Salvatore v Ondě v Římě, kde Vincenc Pallotti působil, a také zemřel. Na jeho počest bylo pojmenováno město Vicentina v Brazílii.

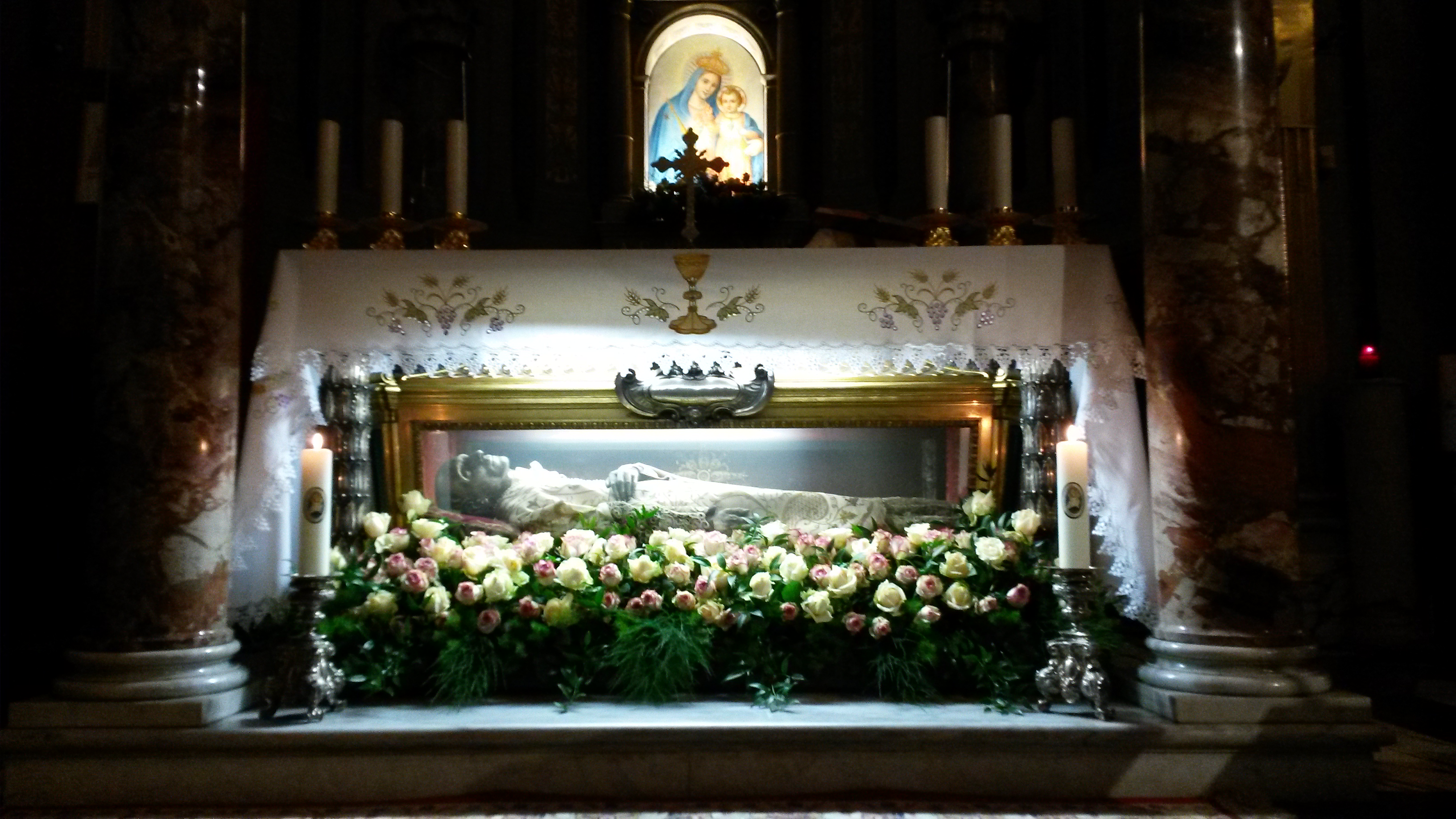
Sarkofág Vincence Pallottiho

## Zajímavosti
Vincenc rozdával své knihy, majetek a i oblečení chudým. Jednou se dokonce převlékl za starou ženu, aby mohl vyslechnout zpověď muže, který vyhrožoval, že "zabije prvního kněze, kterého uvidí".

## Hrob
Jeho tělo bylo v roce 1906 a 1950 exhumováno a shledáno neporušené, což je v katolické církvi tradičním znakem svatosti. Proto bylo v novém oděvu vloženo do proskleného sarkofágu v menze hlavního (mariánského) oltáře v kostele San Salvatore in Onda v Římě.

## Kanonizace
Sto let po své smrti byl Vincenc Pallotti 22. ledna 1950 blahořečen papežem Piem XII., a roku 1963 jej svatořečil papež Jan XXIII.